# Ballerup Super Arena
Ballerup Super Arena, tidigare Siemens Arena, är ett sport- och kongresscentrum beläget i Köpenhamnsförorten Ballerup.
Arenan används bland annat till Seksdagesløbet, en sex dagars cykeltävling. Inomhushallen har en sammanlagd yta på ca 15 000 m², och vid konserter har den en kapacitet på 7 500 åskådare. Ballerup Super Arena invigdes år 2001, men två år senare kollapsade taket till arenan. Detta på grund av en felberäkning i konstruktionen, och taket förstärktes med vajrar. Arenan är Danmarks första velodrom, som används för många cykelevenemang. Arenan ägs av Ballerups kommun, men skötseln utförs av EventForce A/S. Under säsongen 2010/2011 fungerade arenan som handbollsklubben AG Köpenhamns hemmaarena. Den 26 februari 2011 arrangerades den danska uttagningen till Eurovision Song Contest, Dansk Melodi Grand Prix, i arenan.
Den 16—20 oktober 2024 avgörs Världsmästerskapen i bancykling för tredje gången i arenan (de två tidigare gångerna var 2002 och 2010).